# FIRE DOG
『FIRE DOG』（ファイアー・ドッグ）は、斉藤和義通算4枚目のスタジオ・アルバム。1996年2月28日発売。発売元はファンハウス。規格品番：FHCF-2277。2008年9月17日にSPEEDSTAR RECORDSよりSHM-CDにて限定販売された。規格品番：VICL-63024。

## 解説
既発売のシングル「通りに立てば」（1995/06/25発売）の別ヴァージョン、マツダ『新方向ファミリア』のCMソング「大丈夫」（1995/10/04発売）、明星食品『チャルメラ』CMソングの「空に星が綺麗」とそのカップリング曲「男よ それが正常だ！！」（1996/01/01発売）、先行シングル「砂漠に赤い花」（1996/02/01発売）と、シングル関連曲を多く含んだオリジナル・アルバム。
「空に星が綺麗」は、本アルバムではシングルには表記されない「〜悲しい吉祥寺〜」というサブ・タイトルが付加されている。「通りに立てば」を含めたシングル・ヴァージョンは、歌手デビュー15周年記念ベスト・アルバム『歌うたい15 SINGLES BEST 1993〜2007』（2008/8/6発売、VICL‐63015/7）に収録された。
前作に引き続き、アレンジャーとして音楽ユニット "ICE" のメンバー・宮内和之が、「あの高い場所へ」では演奏・コーラスに当時、斉藤と同じ事務所の後輩であったフラワーカンパニーズが参加している。歌詞ブックレットでは、一部の楽曲の歌詞が初めて縦書きで掲載された。
2008年9月17日に、特殊なCDプレーヤーでなくても高音質再生が可能とされるスーパー・ハイ・マテリアルCDで発売された。初回生産限定のデジパック仕様で、同日発売のCD-BOX『斉藤和義15周年アニバーサリーBOX』（VIZL-302）にも収められている。

## 収録曲
| 全作詞・作曲: 斉藤和義（※特記以外）。 |                                         |                       |                       |                    |      |
| #                                     | タイトル                                | 作詞                  | 作曲・編曲            | 編曲               | 時間 |
| 1.                                    | 「FIRE DOG」(※作曲: 斉藤和義・石坂和弘) | 斉藤和義（※特記以外） | 斉藤和義（※特記以外） | 斉藤和義           | 4:35 |
| 2.                                    | 「砂漠に赤い花」                        | 斉藤和義（※特記以外） | 斉藤和義（※特記以外） | 斉藤和義・片山敦夫 | 3:27 |
| 3.                                    | 「男よ それが正常だ!!」                 | 斉藤和義（※特記以外） | 斉藤和義（※特記以外） | 斉藤和義           | 3:32 |
| 4.                                    | 「何処へ行こう」                        | 斉藤和義（※特記以外） | 斉藤和義（※特記以外） | 斉藤和義・宮内和之 | 4:49 |
| 5.                                    | 「僕は眠い」                            | 斉藤和義（※特記以外） | 斉藤和義（※特記以外） | 斉藤和義・宮内和之 | 3:08 |
| 6.                                    | 「空に星が綺麗〜悲しい吉祥寺〜」        | 斉藤和義（※特記以外） | 斉藤和義（※特記以外） | 斉藤和義・松尾一彦 | 4:56 |
| 7.                                    | 「大丈夫」                              | 斉藤和義（※特記以外） | 斉藤和義（※特記以外） | 斉藤和義           | 3:57 |
| 8.                                    | 「桜」                                  | 斉藤和義（※特記以外） | 斉藤和義（※特記以外） | 斉藤和義           | 4:11 |
| 9.                                    | 「あの高い場所へ」                      | 斉藤和義（※特記以外） | 斉藤和義（※特記以外） | 斉藤和義・宮内和之 | 4:56 |
| 10.                                   | 「老人の歌」                            | 斉藤和義（※特記以外） | 斉藤和義（※特記以外） | 斉藤和義           | 6:37 |
| 11.                                   | 「通りに立てば（飛ばすぜ!宮ニィ）」     | 斉藤和義（※特記以外） | 斉藤和義（※特記以外） | 宮内和之           | 9:08 |
| 合計時間:                             | 合計時間:                               | 合計時間:             | 53:16                 |                    |      |

## 関連作品
- FIRE DOG

Golden Delicious - スタジオ音源
十二月 - ライヴ音源
Golden Delicious Hour - ライヴ音源
- 砂漠に赤い花

Golden Delicious Hour - ライヴ音源
黒盤 - スタジオ音源
歌うたい15 SINGLES BEST 1993〜2007 - スタジオ音源
- 男よ それが正常だ！！

Collection "B" - スタジオ音源
Collection "B" 1993〜2007 - スタジオ音源
- 空に星が綺麗

十二月 - ライヴ音源
歌うたい15 SINGLES BEST 1993〜2007 - スタジオ音源
斉藤“弾き語り”和義 ライブツアー2009≫2010 十二月 in 大阪城ホール 〜月が昇れば 弾き語る〜 - ライヴ音源
- 空に星が綺麗〜悲しい吉祥寺〜

白盤 - スタジオ音源
- 大丈夫

弾き語り 十二月 in武道館 〜青春ブルース完結編〜 - ライヴ音源
歌うたい15 SINGLES BEST 1993〜2007 - スタジオ音源
- 桜

Golden Delicious Hour - ライヴ音源
- あの高い場所へ

Golden Delicious Hour - ライヴ音源
- 老人の歌

Golden Delicious - スタジオ音源
- 通りに立てば

歌うたい15 SINGLES BEST 1993〜2007 - スタジオ音源